# Galo

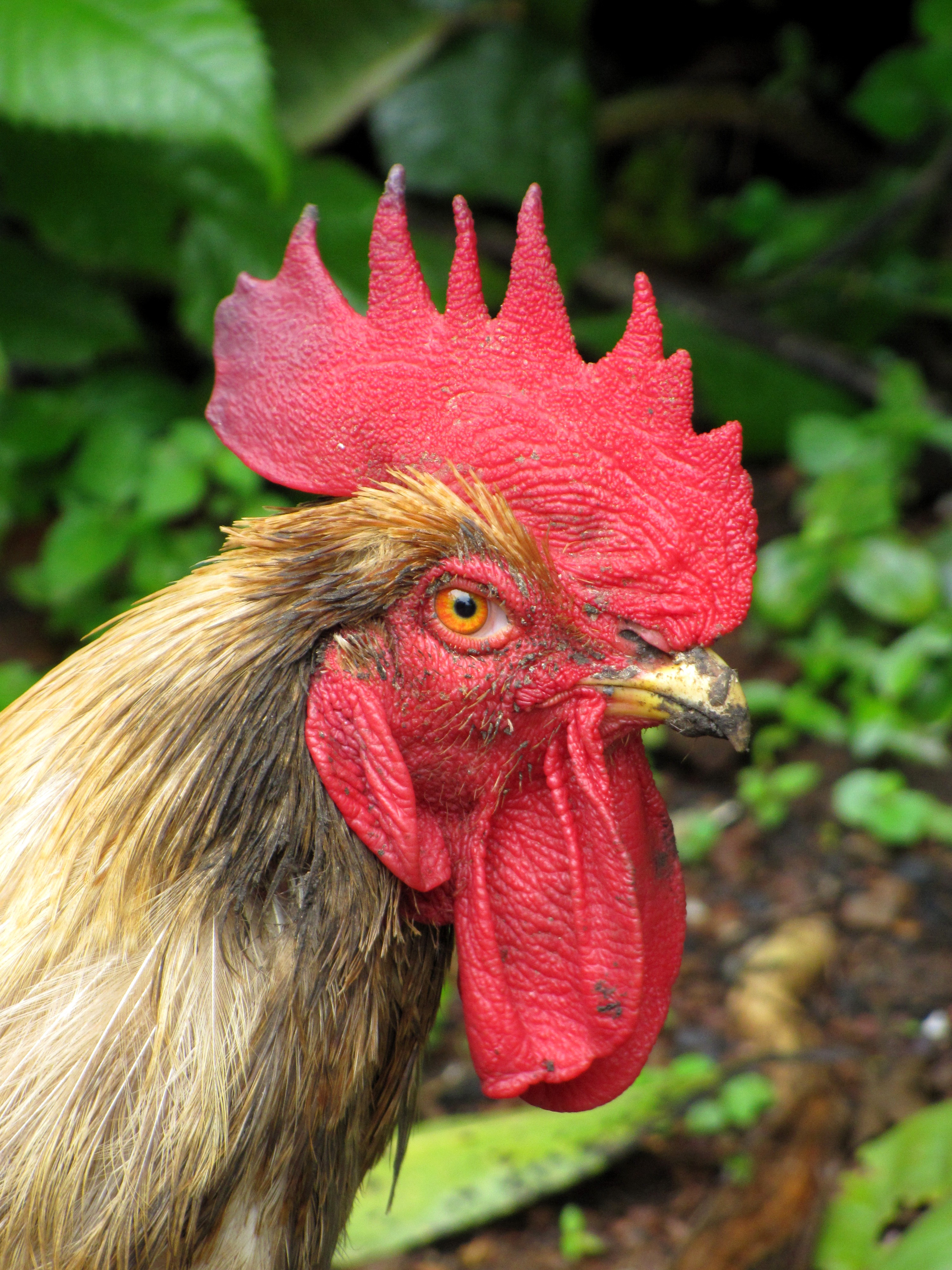
Crista caraterista do galo, mas podem ser maiores.

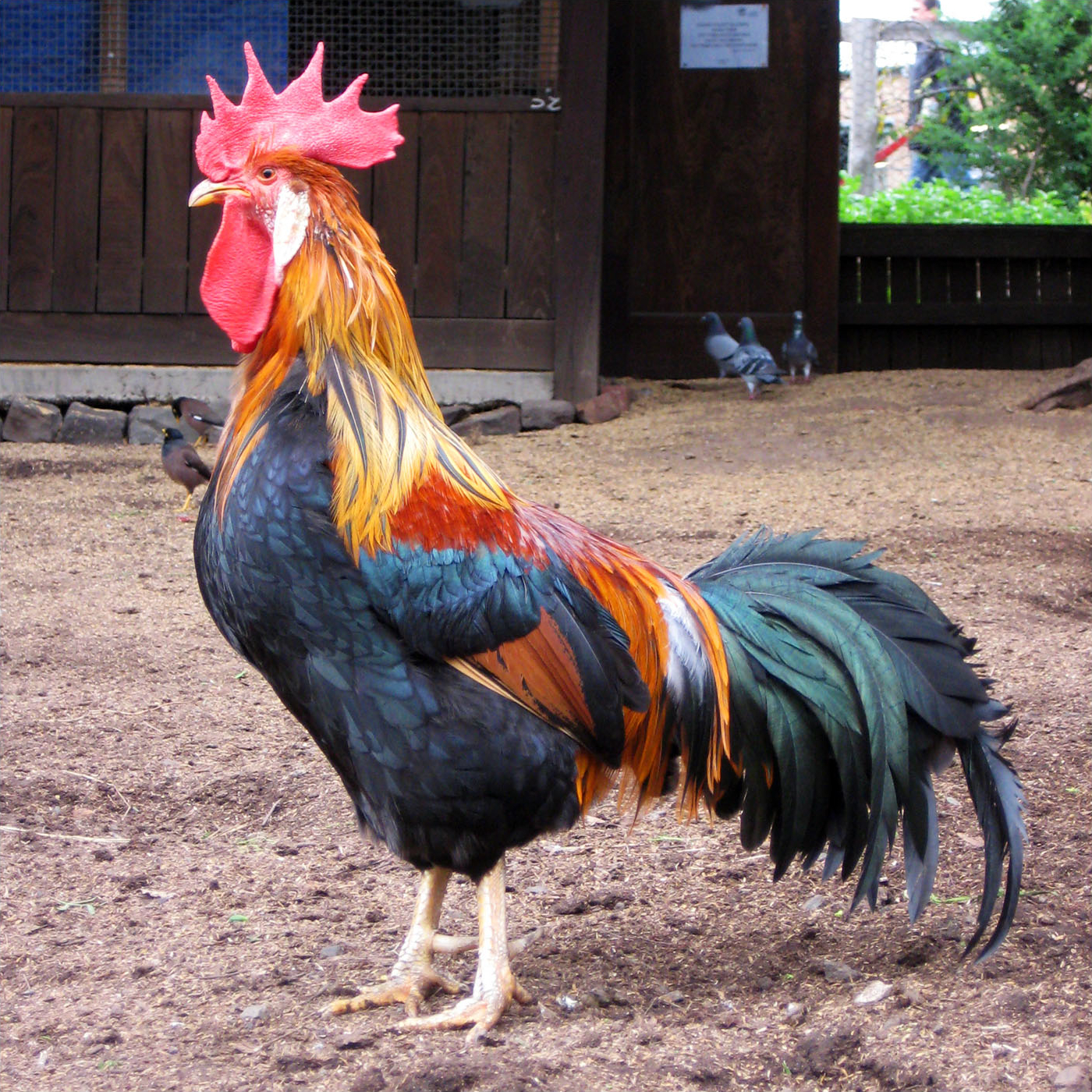
Galo

O galo (Gallus gallus) é o macho da galinha, comumente tratado como um animal heráldico. Estes animais, ao longo da história, também foram utilizados num esporte, atualmente ilegal em diversos países, denominado rinha. Um galo juvenil é chamado de frango, galeto ou galispo. Algumas espécies de galo são criadas como aves ornamentais, por suas penas coloridas e brilhantes.

## Dimorfismo sexual
O galo apresenta alguns dimorfismos sexuais com relação a galinha:
- Dentro de cada espécie, o macho é ligeiramente maior que a fêmea.
- Seu bico é mais forte e rígido.
- Cristas maiores e sempre em cor vermelha viva, enquanto as galinhas, em choca, apresentam vermelho pálido.
- Sua cabeça é pelada na região dos olhos até o bico, com pele avermelhada que segue até a papilha, que é bem desenvolvida, característica ausente nas galinhas.
- Penas brilhantes no pescoço, nas asas e costas.
- As penas do rabo são muito mais longas em algumas espécies.
- Grandes esporões pouco acima dos pés, pontiagudos, que só se desenvolvem no macho, são um instrumento de defesa e ataque nas brigas entre os indivíduos.
- O canto, presente apenas nos indivíduos machos.
- Embora possuam uma estrutura análoga ao pênis em sua fase embrionária, os galos têm esse orgão suprimido durante o desenvolvimento do embrião.[2]